# Movimento Democratico Brasiliano
Il Movimento Democratico Brasiliano (in portoghese Movimento Democrático Brasileiro, MDB), denominato Partito del Movimento Democratico Brasiliano (in portoghese Partido do Movimento Democrático Brasileiro, PMDB) tra il 1980 e il 2017, è un partito politico brasiliano.
L'MDB è il partito centrista per eccellenza, la cui collocazione nell'alveo delle ideologie politiche è alquanto difficile. L'MDB racchiude varie correnti al proprio interno e si presenta più come un "cartello elettorale": infatti, accanto a cattolici moderati ed a liberali, ha visto la presenza anche di alcuni membri di movimenti socialisti come l'MR8, nato per contrastare il regime militare. Superata la sua storica funzione di "contenitore" di istanze eterogenee - unite solo dalla necessità di contrapporre alla destra (l'ARENA, diventata prima PDS e poi Partito Progressista, PP)
un fronte unitario al bipartitismo fittizio imposto dalla legge elettorale dei militari - si è attestato su un centrismo venato da istanze sociali. Si tratta di una potente macchina elettorale ma anche clientelare.

## Storia

### Il Movimento Democratico Brasiliano durante la dittatura militare

Logo del primo Movimento Democratico Brasiliano, in uso dal 1965 al 1979

L'MDB è l'erede del Movimento Democratico Brasiliano (MDB), che era stato un partito centrista presente sulla scena politica brasiliana tra il 1965 ed il 1979. 
MDB fu l'unico partito di opposizione all'ARENA (Alleanza Rinnovatrice Nazionale) del regime militare. L'ARENA, così come il MDB, furono creati dal governo militare dopo il colpo di Stato del 1964, sopprimendo i partiti politici preesistenti. 
Nel 1974 MDB riuscì ad ottenere la maggioranza dei seggi alla Camera ed il governo militare, pur di mantenere il controllo del Parlamento, dichiarò invalide le elezioni. Nel 1979, costretto dalle proteste popolari, il governo abolì il sistema bipolare "obbligatorio" ed aprì al pluripartitismo. MDB, allora, si rinominò in Partito del Movimento Democratico Brasiliano (PMDB) e l'ARENA prese il nome di Partito Democratico Sociale (PDS).

### Presenza dominante nel primo decennio democratico
Alle legislative del 1982, il PMDB si confermò il secondo partito del paese con il 42,9% dei voti, preceduto dal PDS, l'erede dell'ARENA. Nelle elezioni presidenziali del 1985, le ultime indirette, il PMDB espresse il presidente Tancredo Neves nonché il suo vice, José Sarney, che gli subentrò dopo un mese per la morte improvvisa del primo.
Nel 1986, il PMDB con il 48,1% fu l'incontrastato vincitore delle elezioni, le prime veramente libere. Il PDS e gli scissionisti del PFL non superarono complessivamente il 25,5% dei voti.
Nelle presidenziali del 1989 appoggiò la candidatura di Fernando Collor (PRN) esprimendo come suo vicepresidente Itamar Franco, il quale divenne presidente nel 1992 dopo le dimissioni di Collor. Alle parlamentari del 1990 il PMDB rimase il primo partito brasiliano, ma crollò al 19,3% dei consensi, anche perché aveva subito la fuoriuscita di molti membri: essi avevano aderito al nascente Partito della Social Democrazia Brasiliana, che ottenne l'8,7% dei voti e che espresse, tra il 1993 e il 1994, come ministro degli esteri Fernando Henrique Cardoso. Quando Cardoso nel 1994 divenne presidente, il PMDB mantenne ancora il proprio primato salendo al 20,3% dei voti (l'8% in più del secondo partito, che fu il PLF) ed entrò a far parte del governo, insieme al PSDB ed alcuni partito conservatori come il PP.
Alle legislative del 1998 il partito scese al 13,6% e venne superato sia dal PFL che dal PSDB; mantenne però la scelta di far parte della maggioranza di governo che sosteneva in Parlamento il presidente Cardoso.

### Ridimensionamento nel secondo decennio democratico
Alle elezioni legislative del 2002, il PDMB con il 13,4% dei consensi ha ottenuto 74 deputati su 513 e 19 senatori su 81, posizionandosi al quarto posto dopo Partito dei Lavoratori, Partito della Social Democrazia Brasiliana e Partito del Fronte Liberale. Inizialmente all'opposizione, ha finito in seguito per appoggiare il governo del presidente Lula, risultando decisivo per la formazione di una maggioranza parlamentare.
Alle elezioni del 2006 il partito ottenne un buon risultato alla Camera, con il 14,6% dei voti (secondo posto) e 89 deputati (+15 e primo posto). Al Senato invece, dove contano di più le alleanze e le intese a livello locale, il partito ebbe una decisa flessione nel numero dei senatori, eleggendone 4, per un totale di 13, rispetto ai 19 di quattro anni prima.
Nell'aprile 2009 gli esponenti rimanenti dell'estrema sinistra del partito lasciarono il PMDB e fondarono il Partito Patria Libera, che è successivamente confluito nel Partito Comunista del Brasile.
Alle elezioni del 2010 il PDMB calò al 13% dei consensi ed ottenne 79 seggi (-10), pur confermandosi il secondo partito del paese ed entrando comunque a far parte del nuovo governo della presidente Dilma Rousseff. Al senato del resto il PDMB elesse 16 senatori, con un incremento di 3 seggi, divenendo il partito più rappresentato della camera alta.
Il PMDB è il partito politico brasiliano che ha ricevuto il maggior numero di tangenti da Odebrecht. Il responsabile delle "relazioni istituzionali" dell'azienda, Melo Filho, afferma di poter trovare tra i senatori del PMDB "i parlamentari più dediti agli interessi del gruppo", ma anche quelli "che hanno chiesto i contributi più alti".

### Il ritorno al nome originale
Il 19 dicembre 2017 il congresso del partito approva il ritorno al nome originario del partito, che viene ribattezzato Movimento Democratico Brasiliano, eliminando la dicitura "partito". La decisione viene vista nell'ambito di un tentativo di migliorare l'immagine del partito: la sigla PMDB era infatti diventata associata alla corruzione ed al clientelismo, mentre il nome originario era spesso legato alle battaglie per la libertà ed i diritti civili.

## Ideologia
A partire dal 2015, il programma del partito si basa sul documento "Ponte verso il futuro", che dettaglia le misure da adottare per modernizzare il Brasile, tra cui la riforma del codice del lavoro, la revisione del sistema pensionistico, la privatizzazione di alcune aziende pubbliche e la riduzione di alcuni diritti sociali.

## Risultati elettorali

### Elezioni presidenziali
| Anno | Candidato supportato      | 1º Turno | 1º Turno   | 1º Turno     | 2º Turno | 2º Turno   | 2º Turno     |
| Anno | Candidato supportato      | CI.      | Voti       | %            | CI.      | Voti       | %            |
| ---- | ------------------------- | -------- | ---------- | ------------ | -------- | ---------- | ------------ |
| 1989 | Ulysses Guimarães         | 7.º      | 3 204 853  | 4,7 / 100,0  |          |            |              |
| 1994 | Orestes Quércia           | 4.º      | 2 773 497  | 4,4 / 100,0  |          |            |              |
| 1998 | Fernando Henrique Cardoso | 1.º      | 35 922 692 | 53,1 / 100,0 |          |            |              |
| 2002 | José Serra                | 2.º      | 19 694 843 | 23,2 / 100,0 | 2.º      | 33 356 860 | 38,7 / 100,0 |
| 2006 | Lula da Silva             | 1.º      | 46 662 365 | 48,6 / 100,0 | 1.º      | 58 295 042 | 60,8 / 100,0 |
| 2010 | Dilma Rousseff            | 1.º      | 47 651 434 | 46,9 / 100,0 | 1.º      | 55 752 529 | 56,1 / 100,0 |
| 2014 | Dilma Rousseff            | 1.º      | 43 267 688 | 41,6 / 100,0 | 1.º      | 54 501 119 | 51,6 / 100,0 |
| 2018 | Henrique Meirelles        | 7.°      | 1 288 948  | 1,2 / 100,0  |          |            |              |
| 2022 | Simone Tebet              | 3.°      | 4 915 423  | 4,16 / 100,0 |          |            |              |

### Elezioni legislative
| Anno | CI. | Voti       | %            | +/-  | Seggi     | +/- |
| ---- | --- | ---------- | ------------ | ---- | --------- | --- |
| 1982 | 2.º | 17 666 773 | 43,0 / 100,0 |      | 200 / 479 |     |
| 1986 | 1.º | 22 633 805 | 47,8 / 100,0 | 4,8  | 260 / 487 | 60  |
| 1990 | 1.º | 7 798 653  | 19,3 / 100,0 | 28,5 | 109 / 502 | 151 |
| 1994 | 1.º | 9 287 409  | 20,3 / 100,0 | 1,0  | 107 / 513 | 2   |
| 1998 | 3.º | 10 105 609 | 15,2 / 100,0 | 5,1  | 83 / 513  | 24  |
| 2002 | 4.º | 11 692 011 | 13,4 / 100,0 | 1,8  | 74 / 513  | 9   |
| 2006 | 2.º | 13 580 517 | 14,6 / 100,0 | 1,2  | 89 / 513  | 15  |
| 2010 | 2.º | 12 537 252 | 13,0 / 100,0 | 1,0  | 79 / 513  | 9   |
| 2014 | 3.º | 10 791 949 | 11,1 / 100,0 | 1,9  | 66 / 513  | 13  |
| 2018 | 6.° | 5 439 167  | 5,5 / 100,0  | 5,6  | 34 / 513  | 32  |
| 2022 | 6.° | 7 870 810  | 7,18 / 100,0 | 1,58 | 42 / 513  | 8   |